# 소금물절이

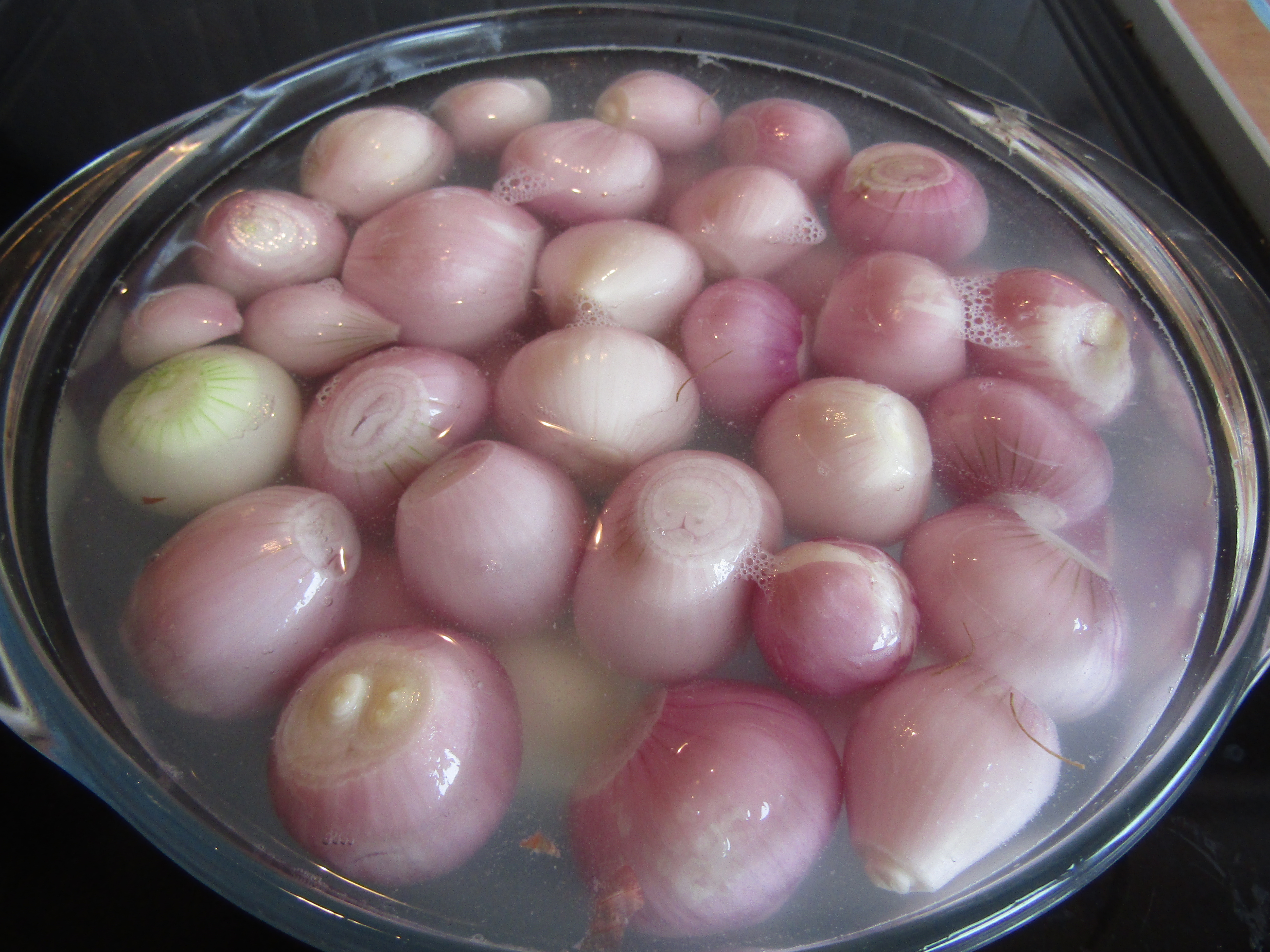
소금물에 담긴 셜롯

소금물절이는 소금절이 방식의 하나로, 고기, 채소 등 음식을 진한 소금물에 담가 절이는 것이다. 물간, 물간법(--法), 염수법(鹽水法)으로도 부르며, 마른 소금을 뿌려 절이는 섭간법(마른간법)과 구분된다.
소금물에 절인 음식은 소금물절이, 소금물절임으로 부르며, 이는 소금절이(염장 식품)의 하나이다.

## 고기
소금물절이는 일반적으로 고기를 요리하기 전에 양념과 유사한 소금물 용액에 담그는 과정이다. 고기는 30분에서 며칠 동안 담가진다. 고염수는 향신료와 허브로 맛을 낼 수 있다. 고염수에 절이는 데 필요한 시간은 고기의 크기에 따라 다르다. 큰 칠면조는 브로일러 프라이어 치킨에 비해 더 많은 시간이 필요하다. 마찬가지로, 큰 고기 구이는 얇게 자른 고기보다 더 오랫동안 염장해야 한다.

## 같이 보기
- 섭간
- 재우기
- 마리네이드